# MIRC
mIRC és el client d'IRC més estès per la plataforma Microsoft Windows (compatible a Linux mitjançant el programari Wine).
Va ser creat el 1995 per Khaled Mardam-Bey, la seva descàrrega està disponible a la pàgina web oficial de mIRC (vegeu més avall).
mIRC és un programari amb llicència shareware i el seu període d'avaluació és de 30 dies (la seva última versió és de 45 dies). Passat aquest període d'avaluació es pot adquirir una llicència pagant $20 USD vàlida per qualsevol versió del mIRC. Si no es paga la llicència el programa en realitat no es deshabilita, simplement s'ha d'esperar un curt període cada vegada que s'executa.

## mIRC Scripting
Unes de les possibilitats més importants de mIRC és que permet la programació dins del client mitjançant un llenguatge de programació exclusiu anomenat Remote Script.
Un exemple per programar una acció remota seria quan un usuari escriguis !op dins el canal de xat, el robot li canviaria el mode a l'usuari que ha escrit !op i li donaria els privilegis corresponents al +o:
```
on *:text:!op:#:{
/mode $chan +o $nick
}
```

Hi ha moltes comandes i identificadors possibles.